# 宋伊人
宋伊人（1993年5月7日—），原籍山東省濟南市，中華人民共和國女演員，畢業於北京大学艺术学院戏剧与影视研究专业硕士，因2013年拍攝“致青春”寫真而走紅。

## 入行前生活
宋伊人在1993年出生於山東濟南，小時候跟隨父母移民到了加拿大生活，後父母因為工作的調動返回中國，在宋伊人16歲的時候又獨自一人去了加拿大讀書，隨後考入了當地的一所大學學習服裝設計，後宋伊人感覺並不太喜歡這個專業，入學的幾個月後便決定休學回國參加藝考。 從小到大宋伊人就對表演有著深厚的興趣，準備參加藝考的宋伊人剛回到國內參加了專業的培訓班，再加上多年在國外學習，讓她在中英法方面都有較強的優勢，後通過努力终于考上了北京電影學院專業學習表演。

## 作品

### 電視劇作品
| 首播年度 | 电视剧             | 扮演角色       | 备注               |
| -------- | ------------------ | -------------- | ------------------ |
| 2016年   | 《女娲成长日记》   | 风小小（女娲） | 網路劇             |
| 2018年   | 《将夜》           | 桑桑           | 網絡劇             |
| 2018年   | 《时光教会我爱你》 | 林鹿           | 網路劇             |
| 2019年   | 《奋斗吧，少年！》 | 齊瑛           |                    |
| 2019年   | 《看见味道的你》   | 何不醉         |                    |
| 2020年   | 《将夜2》          | 桑桑           | 網絡劇             |
| 2020年   | 《全世界最好的你》 | 林兮遲         |                    |
| 2020年   | 《我凭本事单身》   | 原淺           | 網絡劇             |
| 2022年   | 《我们这十年》     | 金然           | 單元《坚持》       |
| 2023年   | 《烬相思》         | 賀九靈         | 網路劇             |
| 2024年   | 《花青歌》         | 花青歌         | 網路劇             |
| 2024年   | 《独一有二的她》   | 郝靚阿嗲姐姐   |                    |
| 2024年   | 《第二次“初见”》   | 齐春娇/顾清乔  | 網路劇，2020年拍攝 |
| 2025年   | 《六姊妹》         | 青年张秋芳     | 客串               |
| 2025年   | 《最美不过初相见》 | 卢嘉嘉         | 2016年拍攝         |
| 2025年   | 《爱的方程式》     | 簡單           | 網路劇             |
| 待播     | 《不遇云裳不遇你》 |                | 網路劇             |
| 待播     | 《法医秦明之玩偶》 |                | 網路劇             |

### 電影作品
| 上映年度 | 电影           | 扮演角色       |
| -------- | -------------- | -------------- |
| 2015年   | 《新步步惊心》 | 玉檀           |
| 2016年   | 《六弄咖啡館》 | 宋依人         |
| 2016年   | 《三少爺的劍》 | 慕容秋荻（少年 |
| 2017年   | 《美容针》     | 夏百合         |
| 待播     | 《最后一间房》 | 若一           |

### MV作品
| 歌曲MV         | 演唱者 |
| -------------- | ------ |
| 花插错了地方   | 谭杰希 |
| 分手以后做朋友 | 丁少华 |

## 外部連結
- 宋伊人的Instagram帳戶
- 宋伊人的新浪微博
- 宋伊人在互联网电影资料库（IMDb）上的資料（英文）